# 不确定性
不确定性（uncertainty，incertitude）或不确定度，为出現在哲學、物理学、计量学、統計學、經濟學、金融、保險、心理學、社會學及資訊工程的概念。在计量学中，是表征测量结果分散性的参数，也是描述未定误差特征的量值，一般用可能发生的概率或区间表示，因此又称差度。在经济学中，属于关于风险管理的概念，指经济主体对于未来的经济状况（尤其是收益和损失）的分布范围和状态不能确知，其不可量化部分又稱為奈特氏不確定性。
決策論專家對於不確定性有更深入的分析。Douglas W. Hubbard認為「不確定性」是當我們沒有足夠知識來描述當前情況或估計將來的結果。 对于可量化的不确定性，可以根據所有可能的結果，套用概率密度函數來分析。風險則是可能出現負面效果或損失的「不確定性」狀態。